# Smoke & Mirrors
| 전문가 평가           | 전문가 평가 |
| 평가 점수             | 평가 점수   |
| 출처                  | 점수        |
| --------------------- | ----------- |
| 올뮤직                | [ 1 ]       |
| Alternative Addiction | [ 2 ]       |
| Jesus Freak Hideout   | [ 3 ]       |
| Melodic.net           | · (Deluxe)  |
| Sputnikmusic          | [ 6 ]       |
| The Tune              | [ 7 ]       |

《Smoke & Mirrors》는 미국의 얼터너티브 록 밴드 라이프하우스의 다섯번째 정규 앨범으로 2010년 3월 2일에 발매되었다. 라이프하우스는 2008년 가을 프로듀서 주드 콜의 아이언웍스 스튜디오에서 작업을 시작했다. 라이프하우스는 미국의 싱어송라이터 캐빈 루돌프와 밴드 도트리의 크리스 도트리와 함께 앨범에서 콜라보레이션 작업도 진행하였다.
앨범은 비평가들에게 매우 좋은 평가를 받았으며 발매 첫 주 54,000장의 판매고를 올리며 빌보드 200 차트에서 최고 6위를 기록하였다. 그것은 2010년 3월 20일자 주간 차트에서 앨범 데뷔 기록 중 4위에 해당하는 것이었다. 앨범은 캐나다 앨범 차트에서 15위로 데뷔하였다.
앨범의 타이틀 싱글인 〈Halfway Gone〉은 앨범보다 조금 앞선 2009년 10월 26일에 공개되었다. 싱글은 빌보드 HOT 100 차트, 어덜트 컨템포러리 차트 등 여러 차트에 이름을 올렸다.

## 배경
라이프하우스는 그들의 네번째 정규앨범 《Who We Are》을 가지고 진행한 투어가 막 끝난 2008년 가을, 주드 콜의 스튜디오에서 다섯번째 앨범 작업에 착수했다. 그들은 1년 가까이 앨범을 준비했으며 앨범에 들어갈 12곡이 선정될 때까지 총 35개의 트랙을 녹음했다. 이 때 라이프하우스는 미국의 싱어송라이터 캐빈 루돌프와 그들의 타이틀 싱글 〈Halfway Gone〉을 콜라보레이션 했으며 도트리의 리드 보컬 크리스 도트리와 〈Had Enough〉를 콜라보레이션했다.빌보드 매거진과의 인터뷰에서 루돌프는 다음과 같이 밝혔다. "전 망설임없이 〈Halfway Gone〉 작업을 수락했어요. 제이슨 웨이드는 정말 훌륭한 작곡가, 가수이자 아티스트니까요."

앨범명과 동명의 수록곡 〈Smoke & Mirrors〉에 대한 They Will Rock You와의 인터뷰에서, 라이프하우스의 드러머 릭 울스텐험은 다음과 같이 말했다. 
"우리가 처음 녹음한 곡이 〈Smoke & Mirrors〉라는 곡이었어요. 그 노래는 완전 아메리칸 스타일의 노래죠. 그 노래로 말하자면, 말 그대로 스튜디오에 들어와서 테이블에 앉자마자 꺼내든 첫번째 곡이었어요. 녹음도 두 세번만에 끝이 났죠. 앨범 이름도 그대로 그 곡의 제목을 땄습니다."

## 수록곡
| #            | 제목                                 | 작곡                                                   | 재생 시간 |
| ------------ | ------------------------------------ | ------------------------------------------------------ | --------- |
| 1.           | 〈All In〉                           | 제이슨 웨이드, 주드 콜                                 | 3:54      |
| 2.           | 〈Nerve Damage〉                     | 제이슨 웨이드, 주드 콜                                 | 4:27      |
| 3.           | 〈Had Enough〉 (feat. 크리스 도트리) | 제이슨 웨이드, 크리스 도트리, 리차드 막스              | 3:45      |
| 4.           | 〈Halfway Gone〉                     | 제이슨 웨이드, 주드 콜, 캐빈 루돌프, 제이콥 캐셔       | 3:14      |
| 5.           | 〈It Is What It Is〉                 | 제이슨 웨이드, 주드 콜                                 | 3:20      |
| 6.           | 〈From Where You Are〉               | 제이슨 웨이드                                          | 3:06      |
| 7.           | 〈Smoke & Mirrors〉                  | 제이슨 웨이드, 주드 콜                                 | 4:25      |
| 8.           | 〈Falling In〉                       | 제이슨 웨이드, 주드 콜, 캐빈 루돌프, 제이콥 캐셔       | 3:44      |
| 9.           | 〈Wrecking Ball〉                    | 제이슨 웨이드, 주드 콜, 브라이스 소더버그, 릭 울스텐험 | 4:24      |
| 10.          | 〈Here Tomorrow Gone Today〉         | 제이슨 웨이드, 주드 콜                                 | 3:09      |
| 11.          | 〈By Your Side〉                     | 제이슨 웨이드, 주드 콜                                 | 4:08      |
| 12.          | 〈In Your Skin〉                     | 제이슨 웨이드, 주드 콜                                 | 3:24      |
| 총 재생 시간 | 총 재생 시간                         | 총 재생 시간                                           | 45:00     |

| #   | 제목                                             | 작곡                   | 재생 시간 |
| --- | ------------------------------------------------ | ---------------------- | --------- |
| 13. | 〈All That I'm Asking For〉                      | 제이슨 웨이드, 주드 콜 | 3:55      |
| 14. | 〈Crash and Burn〉                               | 제이슨 웨이드          | 4:15      |
| 15. | 〈Everything〉 (live in-studio version)          | 제이슨 웨이드          | 6:26      |
| 16. | 〈Near Life Experience〉                         | 제이슨 웨이드          | 4:11      |
| 17. | 〈Don't Wake Me When It's Over〉 (iTunes 독점)   |                        | 3:26      |
| 18. | 〈Best of Me (What's Left of Me)〉 (아마존 독점) |                        | 3:05      |
| 19. | 〈Halfway Gone〉 (Demolition Crew remix)         |                        | 3:35      |

## 참여
라이프하우스
- 제이슨 웨이드 - 리드 보컬, 리듬 기타
- 릭 울스텐험 - 드럼, 퍼커션
- 브라이스 소더버그 - 베이스 기타, 세컨 보컬
- 밴 캐리 - 리드 기타, 세컨 보컬

그 외의 참여 뮤지션
- 크리스 도트리 - 〈Had Enough〉에서 코러스

프로덕션
- 주드 콜 - 음악 프로듀서|프로듀서
- 서반 긴 - 〈All In〉, 〈Halfway Gone〉, 〈Falling In〉, 〈By Your Side〉의 오디오 믹싱
- 크리스 로드 - 오디오 믹싱
- 플로리안 아몬 - 〈Here Tomorrow Gone Today〉의 오디오 믹싱
- 그레그 캘비 - 마스터링

## 차트
| 차트                  | 최고 순위 |
| --------------------- | --------- |
| US Billboard 200      | 6         |
| Canadian Albums Chart | 15        |
| German Albums Chart   | 38        |

## 참고사항
1. ↑  Erlewine, Stephen Thomas. [(영어) https://www.allmusic.com/album/r1683001 “Smoke & Mirrors - Lifehouse”] |url= 값 확인 필요 (도움말). Allmusic. 2010년 2월 28일에 확인함.
2. ↑  Ryan (2010년 3월 8일). “Review of "Smoke & Mirrors" by Lifehouse”. Alternative Addiction. 2010년 12월 4일에 원본 문서에서 보존된 문서. 2010년 8월 8일에 확인함.
3. ↑  Schexnayder, Nathaniel (2010년 3월 17일). “Lifehouse, "Smoke & Mirrors: Deluxe Edition" Review”. Jesus Freak Hideout. 2010년 8월 8일에 확인함.
4. ↑  Wippsson, Johan (2009). “Lifehouse - Smoke and Mirrors”. Melodic.net. 2016년 1월 29일에 원본 문서에서 보존된 문서. 2013년 2월 2일에 확인함.
5. ↑  Wippsson, Johan (2010). “Lifehouse - Smoke & Mirrors (Deluxe Edition)”. Melodic.net. 2016년 1월 29일에 원본 문서에서 보존된 문서. 2013년 2월 2일에 확인함.
6. ↑  boys, you wont (2010년 2월 27일). “Lifehouse - Smoke and Mirrors (album review 2)”. Sputnikmusic. 2013년 2월 2일에 확인함.
7. ↑  Kasko, Jordan. “Lifehouse - Smoke And Mirrors (2010)”. The Tune. 2012년 3월 8일에 원본 문서에서 보존된 문서. 2011년 4월 8일에 확인함.
8. ↑  “Lifehouse : Biography”. 《Lifehousemusic.com》. Geffen Records. 2010년 7월 22일에 원본 문서에서 보존된 문서. 2010년 8월 11일에 확인함.
9. ↑  “Lifehouse Interview with Bryce Soderberg”. 《About.com》. The New York Times Company. 2010년 7월 30일에 원본 문서에서 보존된 문서. 2010년 8월 11일에 확인함.
10. ↑  “Kevin Rudolf Mellows Out Lifehouse”. 《Billboard》. Nielsen Business Media. 2010년 8월 11일에 확인함.
11. ↑  “Interview with Ricky Woolstenhulme Jr. of Lifehouse”. 《They Will Rock You》. TheyWillRockYou.com. 2010년 3월 26일에 원본 문서에서 보존된 문서. 2010년 8월 11일에 확인함.
12. ↑  Smoke & Mirrors (Deluxe Version) by Lifehouse
13. ↑  Smoke & Mirrors (Amazon MP3 Exclusive Version)
14. ↑  Caulfield, Keith. "Lady Antebellum Returns to No. 1 on Billboard 200". billboard.com. March 10, 2010.
15. ↑  “MTV”. 2010년 2월 28일에 원본 문서에서 보존된 문서. 2014년 7월 15일에 확인함.